# Hans G. Forsberg
Hans G. Forsberg, född 2 februari 1930 i Flen, död 20 december 2021 i Stockholm, var en svensk professor och direktör.
Hans G. Forsberg blev 1956 civilingenjör vid Kungliga tekniska högskolan. Han var 1959–1962 forskningsingenjör vid Isotoptekniska laboratoriet och var 1972–1980 VD för Öresundsvarvet AB. Han tilldelades professors namn 1982. Han var under 2000-talet verkställande ledamot i styrelsen för Ångpanneföreningens Forskningsstiftelse.
Hans G. Forsberg invaldes 1982 som ledamot av Ingenjörsvetenskapsakademien för vilken han också var VD 1982–1994. Han invaldes 1994 som utländsk associerad ledamot av amerikanska National Academy of Engineering.